# Ester Svalling
Ester Sofia Svalling, född 18 december 1873 i Säby, död 9 november 1956 i Stockholm, var en svensk gymnastikdirektör och fackskribent.
Svalling avlade gymnastikdirektörsexamen vid Gymnastiska centralinstitutet (GCI) 1897, och arbetade därefter som gymnastiklärare och sjukgymnast i Eskilstuna, Enköping och Berlin fram till 1902. Hon återvände för att själv undervisa vid sitt gamla lärosäte GCI 1902–1903. Svalling var gymnastiklärarinna vid Landskrona folkskoleseminarium 1903–1906 och vid Anna Sandströms skola 1908–1921. Från 1906 och framåt var hon åter även lärare vid GCI. Om somrarna åren 1907 till 1916 var hon ledare av gymnastikkurser för folkskollärarinnor. Från 1920 var hon inspektör för nämnda kurser. Hon gjorde också ett flertal studieresor i andra länder. 1924 blev hon styrelseledamot i damidrottsförbundet Svenska kvinnors centralförbund för fysisk kultur (SKCFK) grundad samma år under Kvinnornas idrottsriksdag.
Ester Svalling var även rösträttsaktivist och ordförande för Föreningen för kvinnans politiska rösträtt i Landskrona 1906–1907.
Svalling blev tillkallad som sakkunnig i 1915–1918 års kommitté för Gymnastiska centralinstitutets omorganisation. Hon ingick i redaktionen för Tidskrift i gymnastik från 1920 och var även vice ordförande i Svenska gymnastikläraresällskapets centralstyrelse.
Ester Svallings föräldrar var G.E. Svalling (1837–1913), som var disponent vid Rosenfors fabriker i Eskilstuna, och Karolina Lamberg (1843–1909).